# Алпайн (Нью-Джерси)
А́лпайн — боро в округе Берген в штате Нью-Джерси, США. Расположен в 24 км к северу от Мидтауна Манхэттена. Это самый восточный населённый пункт в Нью-Джерси.
По данным переписи населения США 2010 года, население боро составляло 1 849 человек, что меньше на 334 человека (-15,3 %) по сравнению с населением в 2183 человека по переписи 2000 года, по которой, в свою очередь, население увеличилось на 467 человек (+27,2 %) по сравнению с населением в 1716 человек по переписи 1990 года.
В 2009 и 2012 годах журнал Forbes оценивал Алпайн как почтовый индекс с самой дорогой недвижимостью в США со средней ценой на жилье в 4,14 и 4,25 млн долларов США соответственно. В то же время, в 2019 году PropertyShark поместил Алпайн на 53-е место в списке почтовых индексов страны с самой дорогой недвижимостью с медианной ценой дома в 1 785 000 долларов. По данным бюро переписи населения США в 2006—2010 годах доход на душу населения в Алпайне составлял 107 604 долларов США, по этому показателю боро занимало второе место в штате.
В 2008 году журнал New Jersey Monthly поместил Алпайн на 15-е место в рейтинге лучших мест для жизни в Нью-Джерси.

## История
Алпайн был выделен актом легислатуры Нью-Джерси 8 апреля 1903 года из тауншипа Харрингтон. В Алпайн вошла часть соседнего боро Кресскилл в 1904 году:75. Своё название боро получило благодаря супруге журналиста Чарльза Нордхоффа, которой местная природа напомнила швейцарские Альпы.

## География
По данным бюро переписи населения США боро имело общую площадь 23,91 км², из которых 7,31 км² (30,56 %) было занято водной поверхностью.
Алпайн граничит с боро Клостер, Кресскилл, Демарест, Норвуд, Рокли и Тенафлай в округе Берген. Через Гудзон от Алпайна расположено боро Бронкс в Нью-Йорке, а также город Йонкерс и деревня Хастингс-он-Хадсон (в пределах города Гринберг) в округе Уэстчестер. К северу от границы со штатом Нью-Йорк Алпайн граничит с деревней Таппан в округе Рокленд.

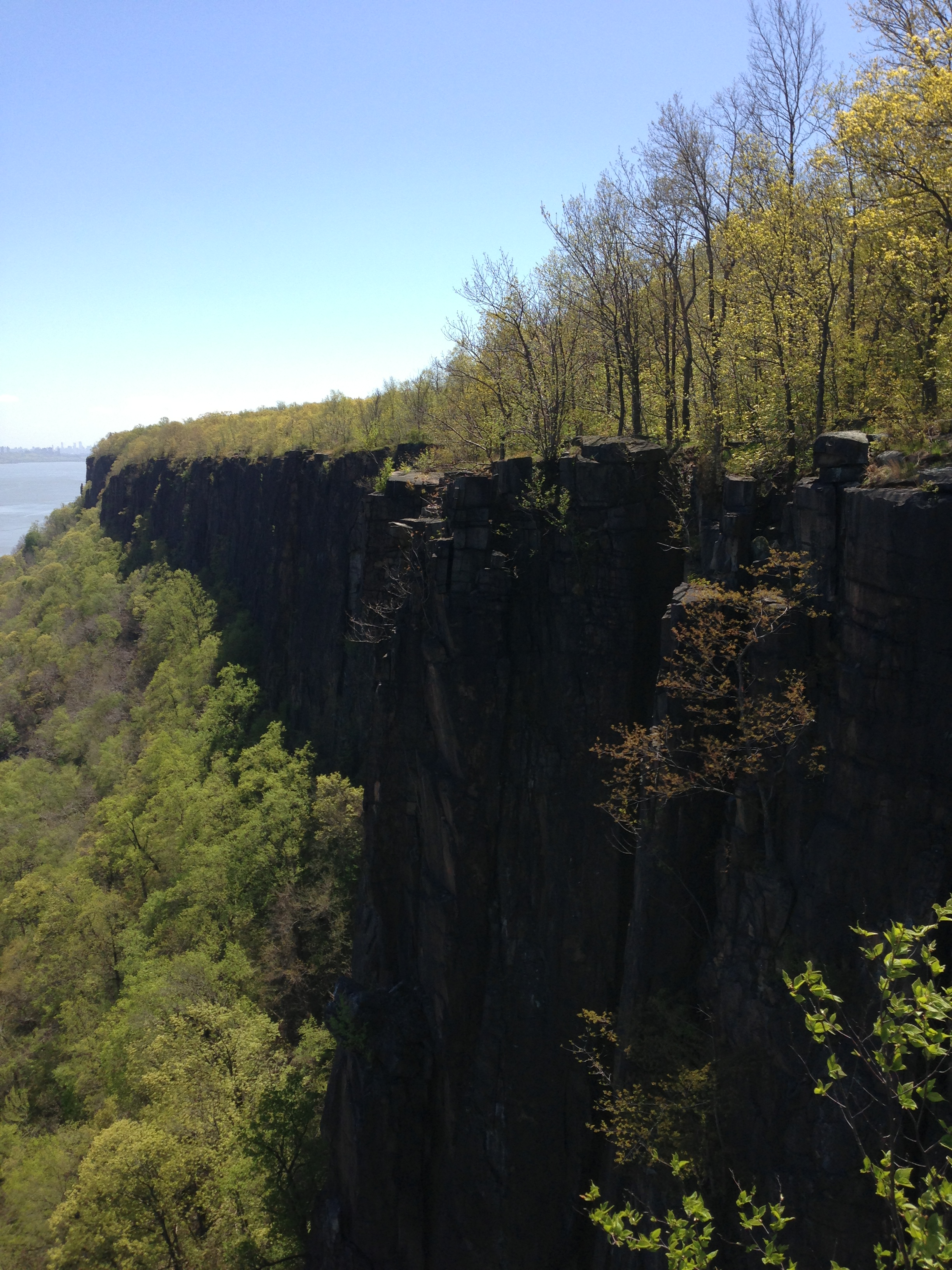
Вид в южном направлении из парка Палисейдс
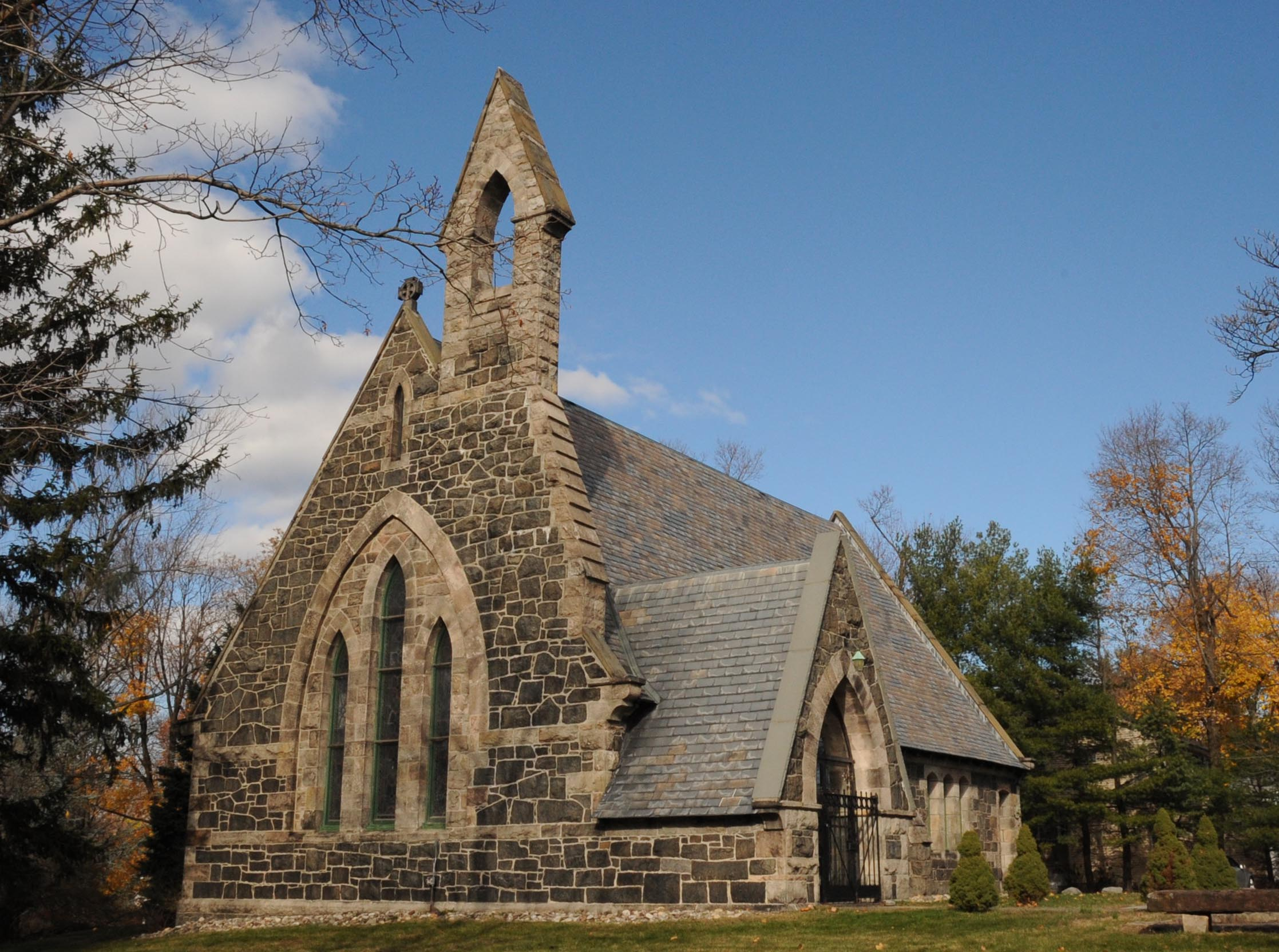
Местная церковь 1866—71 годов постройки
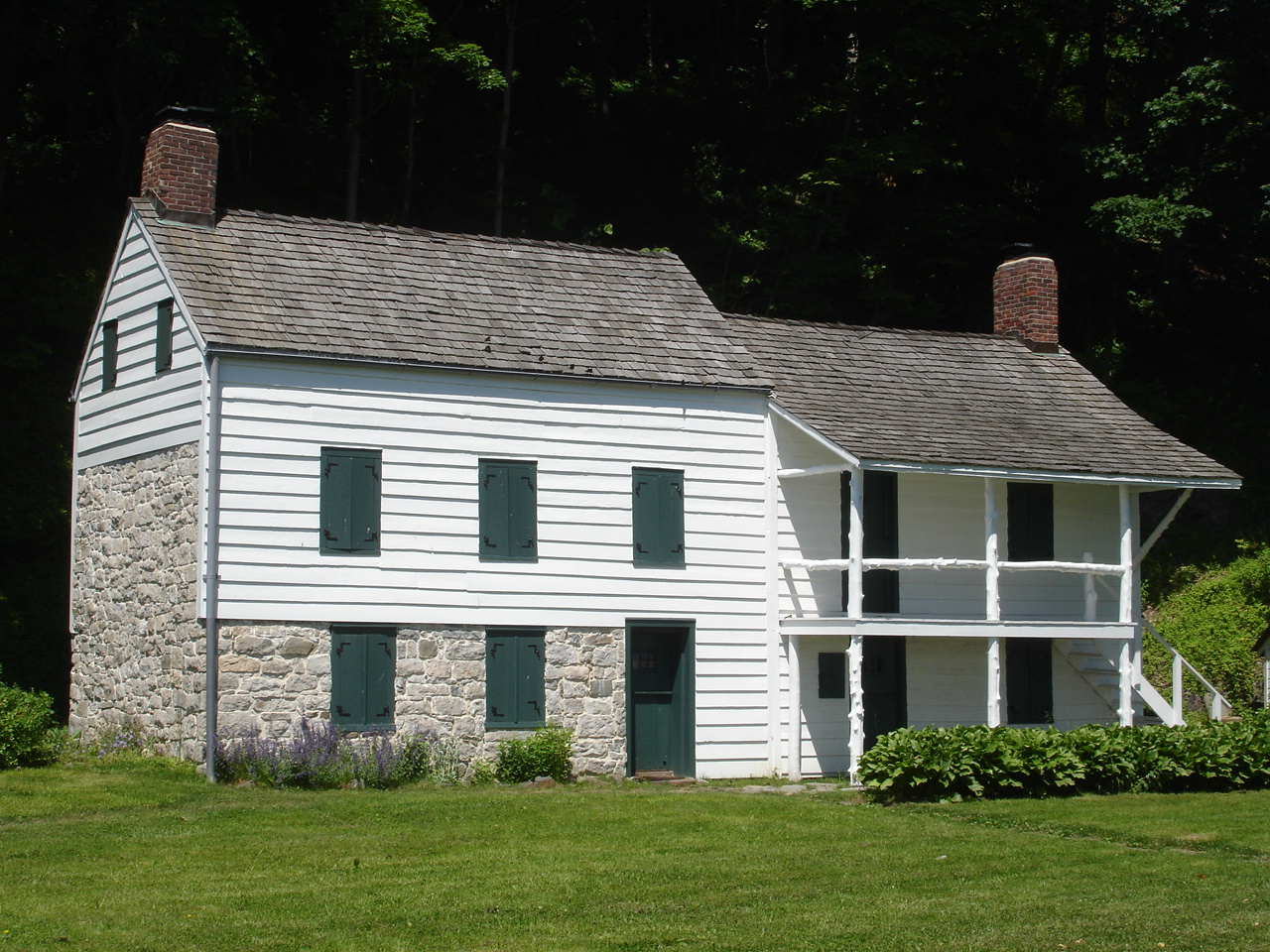
Поместье 1740-х годов британского графа Корнуоллиса

## Демография
| Год переписи                                                      | Нас. |               | %±     |
| ----------------------------------------------------------------- | ---- | ------------- | ------ |
| 1900                                                              | 268  |               | —      |
| 1910                                                              | 377  |               | 40,7%  |
| 1920                                                              | 350  |               | −7,2%  |
| 1930                                                              | 521  |               | 48,9%  |
| 1940                                                              | 626  |               | 20,2%  |
| 1950                                                              | 644  |               | 2,9%   |
| 1960                                                              | 921  |               | 43%    |
| 1970                                                              | 1344 |               | 45,9%  |
| 1980                                                              | 1549 |               | 15,3%  |
| 1990                                                              | 1716 |               | 10,8%  |
| 2000                                                              | 2183 |               | 27,2%  |
| 2010                                                              | 1849 |               | −15,3% |
| 2018                                                              | 1860 | [ 14 ] [ 15 ] | 0,6%   |
| 1900–2018 Источники: 1910-1920 1910 1910-1930 1900-2010 2000 2010 |      |               |        |

По данным переписи США за 2010 год, в Алпайне насчитывалось 1849 жителей, 611 домохозяйств и 529 семей. Плотность населения составляла 111 человек на км². В Алпайне насчитывалось 670 жилищных единиц со средней плотностью 104,5 на км². Расовый состав по данным на тот год: 68,14% (1260) — белые, 2,38% (44) — негры и афроамериканцы, 0,05% (1) — коренные жители США, 26,07% (482) — американцы азиатского происхождения, 0,00% (0) — гавайцы или тихоокеанийцы, 1,30% (24) — представители других рас, 2,06% (38) — представители двух и более рас. Латиноамериканских представителей любых рас насчитывалось 4,81% (89).
В 32,9% домохозяйств проживали дети возрастом до 18 лет, в 73,8% — живущие совместно супруги, в 8,2% домовладельцами были незамужние женщины, 13,4% домохозяйств были групповыми. 11,8% домохозяйств были одиночными, и в 4,9% проживали жители возрастом свыше 65 лет. Средний размер домохозяйства составлял 3,03, а средний размер семьи — 3,24. 
В Алпайне 22,6% жителей были младше 18 лет, 6,1% были в возрасте от 18 до 24 лет, 16,0% — от 25 до 44 лет, 36,2% — от 45 до 64 лет, и 19,1% были старше 65 лет. Средний возраст составлял 48,2 лет. На 100 женщин приходилось 101,9 мужчин. На 100 женщин моложе 18 лет приходилось 100,4 мужчин.  

## Местное самоуправление
Орган управления боро состоит из мэра и муниципалитета из шести членов. Все должности являются выборными и занимаются в результате ноябрьских всеобщих выборов. Мэр избирается непосредственно избирателями на четырёхлетний срок. Члены муниципалитета избираются на трёхлетний срок и работают попеременно. Система самоуправления, используемая в Алпайне, являются наиболее распространённой в штате, при которой фактическим законодательным органом является муниципалитет, а мэр председательствует на заседаниях и голосует только в случае ничьей. Мэр может наложить вето на постановления, которое может быть преодолено двумя третями голосов членов муниципалитета.

## Транспорт

### Дороги и шоссе
По состоянию на май 2010 года в боро насчитывалось около 49 км дорог.
Через Алпайн проходят шоссе US 9W, Палисейдс-Интерстейт-Паркуэйи окружная дорога 502.

Местные дороги
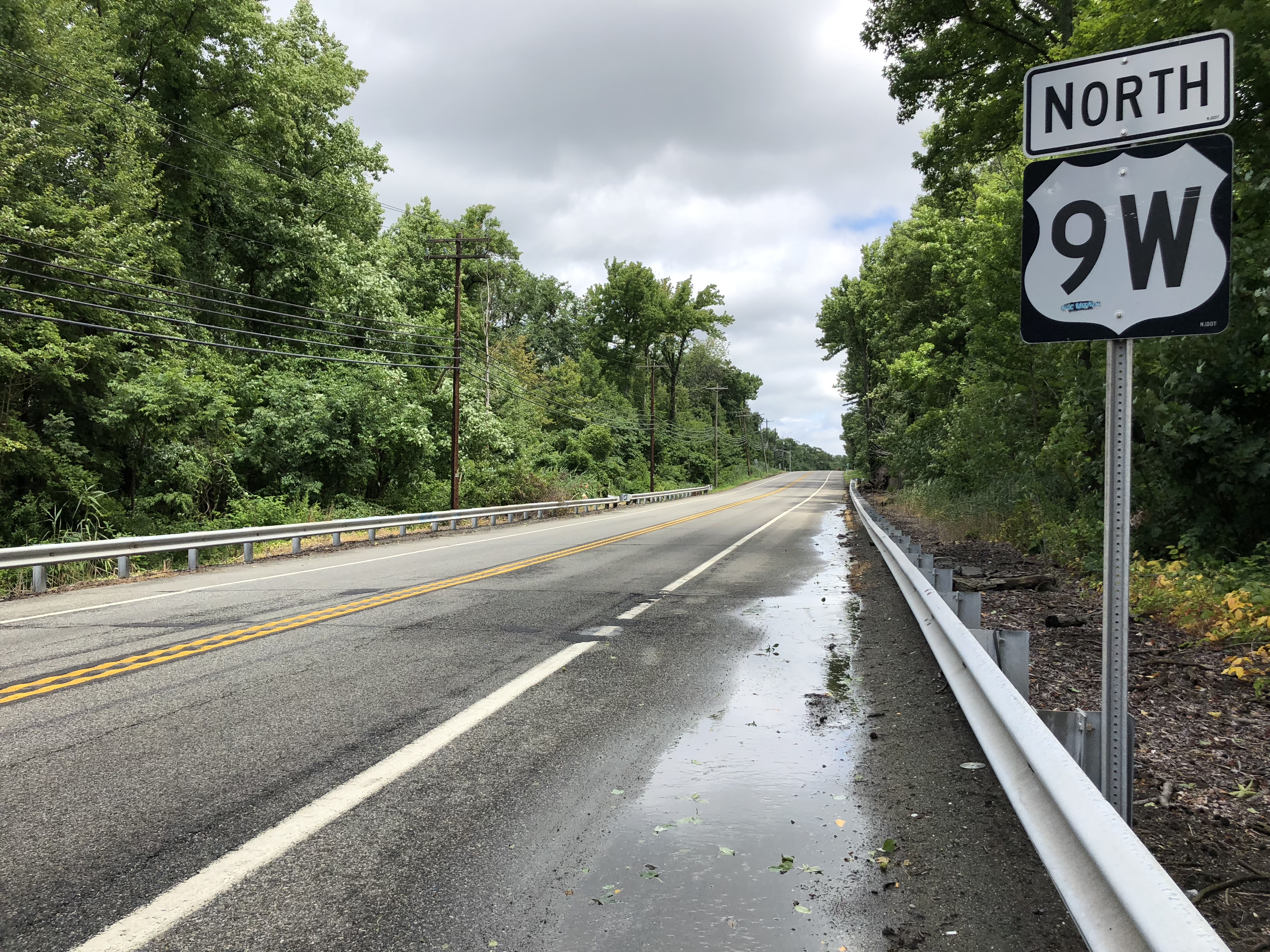
US 9W
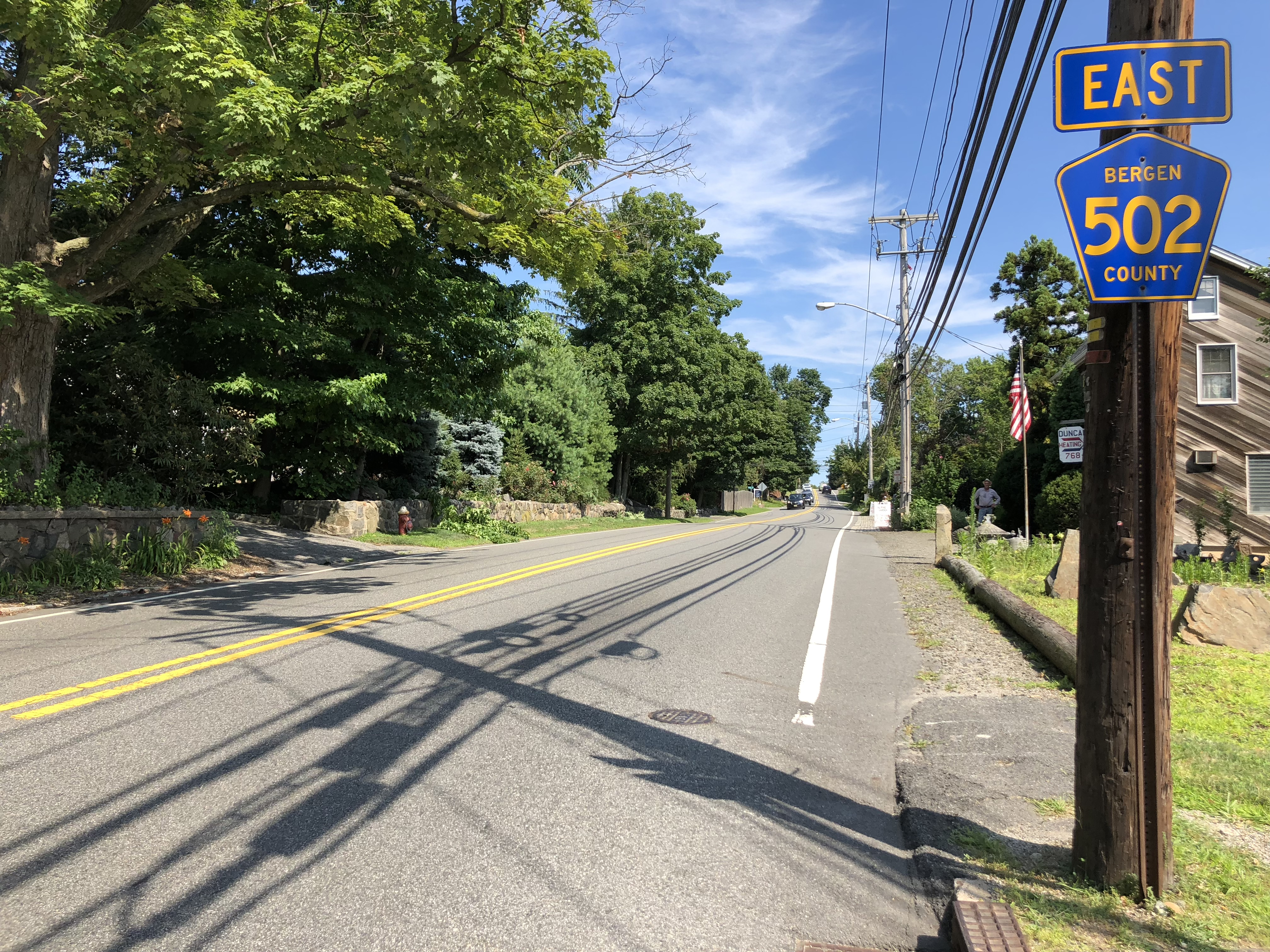
Окружная дорога 502
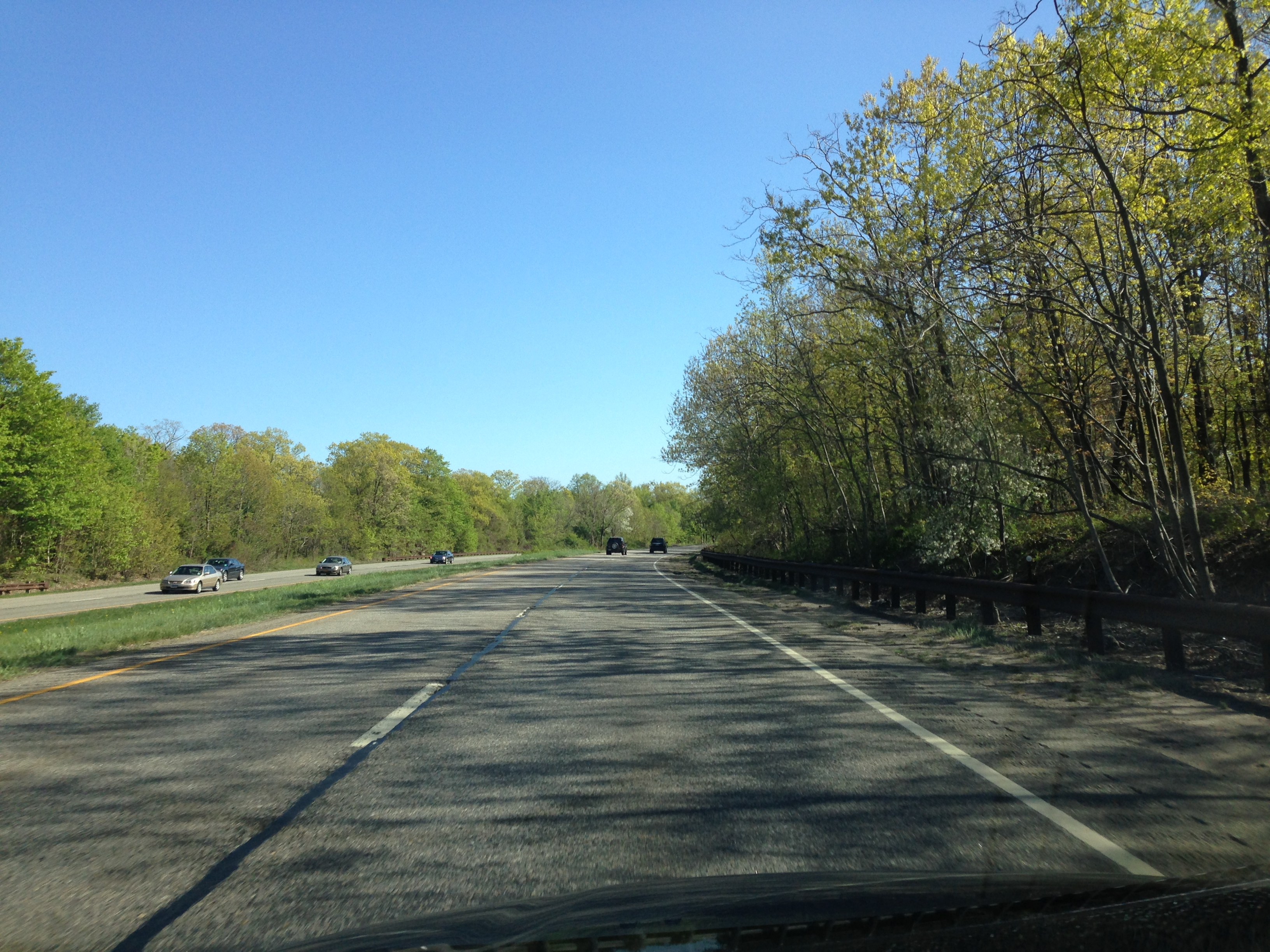
Палисейдс-Интерстейт-Паркуэй

### Общественный транспорт
Компания Rockland Coaches выполняет перевозки по US 9W до автобусного терминала в Мидтауне Манхэттена по маршрутам 9T и 9AT и до автобусной станции Джордж-Вашингтон-Бридж по маршрутам 9 и 9A.